# Loch Kinardochy
Loch Kinardochy är en sjö i Storbritannien.   Den ligger i kommunen Perth and Kinross och riksdelen Skottland, i den norra delen av landet, 600 km norr om huvudstaden London. Loch Kinardochy ligger 378 meter över havet. I omgivningarna runt Loch Kinardochy växer i huvudsak blandskog.